# 마리타 코흐
마리타 코흐(독일어: Marita Koch, 1957년 2월 18일 ~ , 결혼 후 이름 :마리타 코흐 마이어 독일어: Marita Koch Meier)는 전 동독의 단거리 육상 선수였다. 그는 선수 시절 실외에서 열여섯 차례, 실내에서 열네 차례나 세계 기록을 갈아치우는 놀라운 성적을 올렸다.

## 경력
비스마르에서 태어난 코흐는 1976년 몬트리올 올림픽 400m 준준결승전에서 뛰었으나 부상으로 인하여 물러나고 말았다.
1977년 밀라노에서 열린 실내 육상 선수권 대회에서 400m 51.8초로 자신의 최초 세계 기록을 세웠다. 이듬해에는 첫 실외 기록 49.19초를 세웠으며 한달 안에 또다른 2개의 세계 기록과 함께 최고로 왔다.
1979년 코흐는 22초 아래로 200m를 달린 첫 여성 선수가 되었다. 카를 마르크스 경기장에서 그녀가 세운 21.71초의 기록은 9년 동안의 세계 기록이 되었다.
1980년 모스크바 올림픽에서 400m 금메달과 1600m 계주 은메달을 획득하였다. 1984년 로스앤젤레스 올림픽이 열리기 3주 전에 그녀는 자신의 기록을 결합시켰으나 동독의 불참으로 이 경기에 나가지 못하게 되었다.

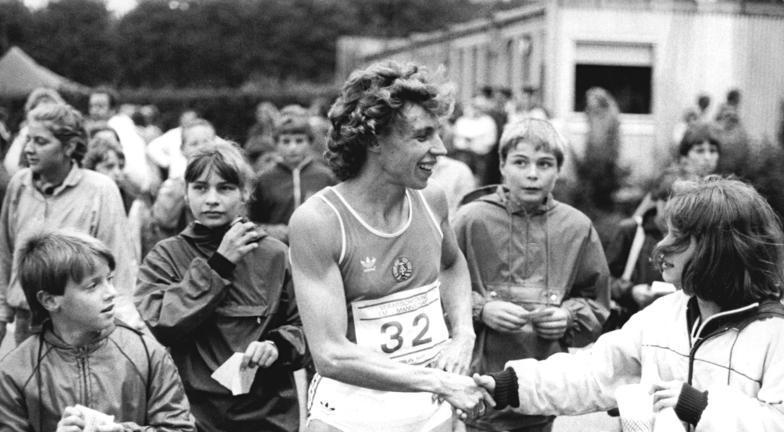
1986년 8월 21일 베를린에서 마리타 코흐

마를리스 괴르가 실내 단거리 육상 경기에서 코흐에게 도전하였는 데, 결과로 보아 코흐는 1980년과 1985년 사이에 많은 기록들을 세운 50m와 60m의 가장 성공적 육상 선수들 중의 하나가 되었다.
동독 계주 팀의 일원으로서 코흐는 더 많은 세계 기록을 세웠다. 괴르와 함께 이끌었던 팀과 함께 1979년과 1983년 400m 계주에서 세계신기록을 세웠다. 모스크바 올림픽에서 1600m 계주에서 은메달을 획득한 코흐 자신이 일원이었던 같은 팀은 1980년, 1982년과 1984년 같은 거리에서 세계 기록들을 세웠다.
코흐는 1987년 독일의 가장 성공적 선수들 중의 하나로서 은퇴하기 전에 유럽 육상 선수권 대회 400m 3연속 우승(1980, 1982, 1984)을 차지하였을 뿐만 아니라
1985년 오스트레일리아 캔버라에서 열린 세계 육상 월드컵에서 200m와 400m를 우승하였으며 400m에서는 현재까지도 남아있는 장기적 세계기록 47.60초를 수립하였다.
그녀는 200m의 유럽의 21.71초 기록보유자였지만 2015년 세계 육상 선수권 대회에서 네덜란드의 육상 선수 다프너 스히퍼르스의 200m 21.63초 에 의해 코흐의 기록은 갱신되었다.
하지만 그녀의 400m 47.60초는 여전히 세계기록으로 남아있다.
2014년 코흐와 동료선수 하이케 드렉슬러가 국제육상연맹 명예의전당에 헌액되었다.

대표 기록
- 100m 10.83 초 (+1.7) 베를린 (독일) 8/6/1983

- 200m 21.71 초 (+0.7) 카를 마르크스 경기장(동독) 10/6/1979

- 400m 47.60 초, 부르스 경기장, 캔버라 (호주) 6/10/1985 (WR)

## 400m 세계기록
코흐는 1977~1986년까지의 가장 뛰어난 400m 선수로써 많은 기록을 세웠다.
그중 가장 뛰어난 기록은 1985년 오스트레일리아 캔버라에서 세운 47.60초로 현재까지도 여자 400m 세계기록이다.
코흐는 경기를 시작할 때 2번째 줄에서 시작하였다. 트랙경기에서 안쪽 레인이 불리했음에도 처음의 100m를 통과할 때 이미 모든 경쟁자 선수를 전부 따돌렸으며 완전히 세계적인 수준을 뛰어넘은 경기력을 보여주었다.
- 100m 지점(11.3초)
- 200m 지점(22.4초)
- 300m 지점(34.1초)
- 400m 종료(47.60초)

종전기록은 47.99초로 체코슬로바키아(체코)의 야르밀라 크라토츠빌로바가 1983년 세계 육상 선수권 대회에서 세워진 기록이며 이기록은 현재까지도 대회기록으로 남아있다.
코흐와 크라토츠빌로바 두선수가 여성선수로써 유일하게 여자 400m 48초의 벽을 허문 선수이며 코흐가 세계기록을 세운 이래 48초이내에 드는 여자선수는 단 한명도 존재하지 않는다.